# Андерсон, Роберт Бернард
Роберт Бернард Андерсон (англ. Robert Bernard Anderson, 4 июня 1910 года, Берлесон, Техас — 14 августа 1989 года, Нью-Йорк) — американский юрист, политик и предприниматель, занимал должности военно-морского министра и министра финансов в кабинете Дуайта Эйзенхауэра.

## Биография
Роберт Андерсон родился 4 июня 1910 года в семье фермера Роберта Ли и Лиззи Этель Андерсонов в небольшом городке Берлесон в Техасе. В три года он заболел полиомиелитом, из-за чего впоследствии хромал и не был принят на военную службу. Когда Роберту было семь лет, его семья переехала на ферму, учился он в городе Годли. В 1927 году Андерсон получил диплом школьного учителя в Уэзерфордском колледже и, чтобы накопить денег на дальнейшее обучение, устроился работать в старшую школу Берлесона, где он преподавал испанский, историю и математику, а также тренировал школьную команду по американскому футболу.
В 1930 году Андерсон поступил в юридическую школу Техасского университета в Остине и одновременно с этим начал интересоваться политикой. В 1932 году он окончил школу с лучшими в её истории оценками, начал юридическую практику в Форт-Уэрте и в конце года был выбран помощником генерального прокурора штата Техас. В 1933 году Андерсон получил должность профессора права в Техасском университете, а через год был назначен главой налогового управления штата, а впоследствии занимал ещё несколько должностей в администрации штата. В 1935 году он женился на Олли Мэй Роулинс. В начале 1940-х годов Андерсон занялся бизнесом, был управляющим крупной компании-застройщика стоимостью 300 млн долларов. В годы Второй мировой войны он был гражданским советником военного министра.
В феврале 1953 года президент Дуайт Эйзенхауэр по рекомендации техасского губернатора Аллана Шиверса назначил Андерсона министром военно-морских сил США. Хотя у Андерсона не было флотского опыта, он быстро освоился на новой должности. Преодолев сопротивление группы высших офицеров, он добился отмены на флоте расовой сегрегации и способствовал продвижению по службе «отца атомного флота» Хаймана Риковера. В марте 1954 года Андерсон был назначен заместителем министра обороны США, но в 1955 году на некоторое время ушёл из политики, возглавив канадскую горнодобывающую компанию. Перед президентскими выборами 1956 года Эйзенхауэр предлагал Андерсону пост вице-президента, но тот отказался.
В июле 1957 года министр финансов Джордж Хамфри, уходя в отставку, порекомендовал Андерсона в качестве своего преемника, и Эйзенхауэр утвердил его в этой должности. Андерсону принял должность вместе с государственным долгом в размере 260 млн долларов, при потолке в 275 млн. В условиях экономических проблем, связанных с ростом цен и уровня безработицы, траты американского правительства должны были резко возрасти из-за космической гонки с Советским Союзом. Кабинет министров разделился в выборе антикризисных мер: вице-президент Ричард Никсон и министр труда Джеймс Митчелл призывали уменьшить налоги для стимулирования экономики, в то время как Андерсон противился этому, считая большей опасностью для экономики инфляцию, темпы роста которой возросли бы со снижением налогов. Министру финансов в итоге удалось убедить Эйзенхауэра в своей правоте. Андерсон поддержал создание Международной ассоциации развития, он был сторонником свободного рынка, добивался снижения тарифов и стремился использовать опыт частного бизнеса на государственном уровне.
После окончания президентских полномочий Эйзенхауэра Андерсон ушёл с государственной службы, став старшим партнёром в финансовой компании. В 1960-х годах он консультировал по финансовым вопросам президентов Джона Кеннеди, Линдона Джонсона и Ричарда Никсона, во время президентства Джонсона он участвовал в нескольких дипломатических миссиях, в частности в переговорах по Панамскому каналу. Андерсон также был партнёром и управляющим в нескольких компаниях, был финансовым консультантом султана Омана и Мун Сон Мёна.
В 1980-х Андерсон страдал алкогольной зависимостью, из-за чего несколько раз попадал в больницу. В 1987 году он был признан виновным в незаконных финансовых операциях и уклонении от уплаты налогов на сумму 127 тысяч долларов в 1983—1984 годах. Его приговорили к месяцу тюрьмы, пяти месяцам домашнего ареста, пяти годам испытательного срока и запретили заниматься юридической деятельностью. Роберт Андерсон умер в Нью-Йорке 14 августа 1989 года из-за осложнений после операции по удалению рака пищевода.